# Portea fosteriana
Portea fosteriana är en gräsväxtart som beskrevs av Lyman Bradford Smith. Portea fosteriana ingår i släktet Portea och familjen Bromeliaceae. Inga underarter finns listade i Catalogue of Life.